# عثة النطش المرقطة بالبقع القرمزية
عثة النطش المرقطة بالبقع القرمزية (الإسم العلمي : Utetheisa pulchella) ، هي نوع من أنواع العثة التي تنتمي لعائلة أربوسية . تم وصف هذا النوع لأول مرة من قبل كارولوس لينيوس في الطبعة العاشرة من عمله سيستيما ناتورا التي تم نشرها عام 1758.

## أنواع فرعية
تشمل الأنواع الفرعية :
- Utetheisa pulchella antennata ( Swinhoe ، 1893) (نيكوبار)
- Utetheisa pulchella Completa ويمير، 1908
- Utetheisa pulchella dilutior روتشيلد، 1910 (أنغولا، الكونغو)
- Utetheisa pulchella kallima سوينهو ، 1907 (أنغولا)
- Utetheisa pulchella pulchella (لينيوس، 1758)

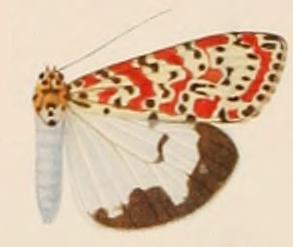
الإسم العلمي : Utetheisa pulchella diluitor
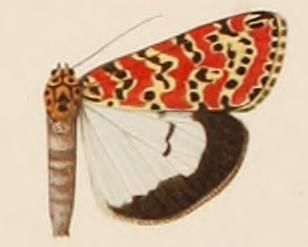
الإسم العلمي : Utetheisa pulchella kallima

## موائلها وتوزيعها
تتواجد هذه الأنواع الشائعة على نطاق واسع في معظم أوروبا (كمهاجر) ، في الإقليم المداري الإفريقي ، في شمال أفريقيا ، في الشرق الأدنى وآسيا الوسطى ، في الإقليم الهندوملاوي الغربي (غير معروف ما إذا تتواجد هذه الأنواع شرق ميانمار. )  في المملكة المتحدة، تعتبر هذه الأنواع مجرد أنواع مهاجرة عبر فترات متقطعة الزمن. تعيش هذه العثة في الأماكن الجافة المفتوحة والمروج وأراضي الأشجار القمئية والأراضي العشبية والحدائق.

## الوصف

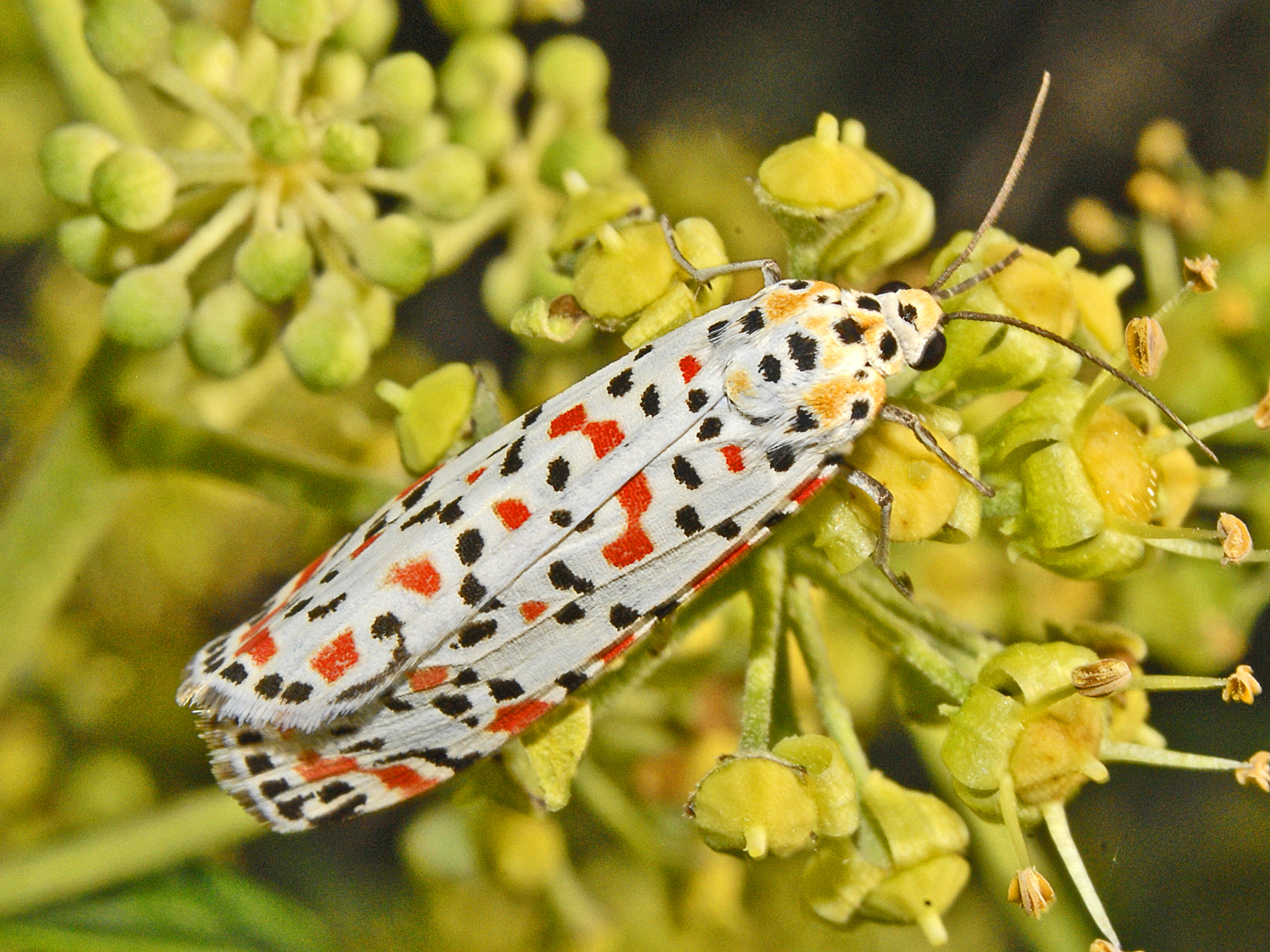
منظر الذي يظهر المنطقة الظهرية لهذه العثة

يمكن أن يبلغ باع الجناح لأنواع عثة النطش المرقطة بالبقع القرمزية (الإسم العلمي: Utetheisa pulchella) ما بين 29-42 مم. الأجنحة الأمامية عرضها صغير (ضيقة) لونها أبيض أو كريمي وتكون ألوانها ذات نمط متغير الذي يحوي العديد من البقع السوداء الصغيرة الواقعة بين البقع الحمراء الزاهية ذات الحجم الأكبر. في بعض الأحيان تندمج البقع الحمراء مع بعضها البعض لتكون خطوط عريضة وعرضية الإتجاه. الأجنحة الخلفية عريضة، لونها أبيض، ولها أطراف غير منتظمة سوداء اللون على طول الحافة الخارجية وعلامتين لونهما أسود في منتصف الخلية. يتراوح لون الرأس والصدر من اللون الكريمي إلى الأصفر-ضرب خفيف من البني الباهت، مع نفس نمط تلوين الأجنحة. قرون الإستشعار طويلة وشكلها من نوع مونوفيليفورم (أي شكلها شبيه بالخيط الخرزي). منطقة البطن ملساء، مع خلفية ذات لون أبيض.
اليرقات لهذه الأنواع من العثة هي ثؤلولية الشكل، لونها بني داكن أو رمادي، ولها خصلات من الشعيرات التي يكون لونها ضرب من اللون الرمادي، لها خط متقاطع الشكل ذو لون برتقالي على كل جزء من جسدها، ولها خط عريض أبيض اللون على منطقة الظهر، وخطين آخرين جانبيين لونهما أبيض .

## علم الأحياء
تنتشر هذه الأنواع في جنوب أوروبا خلال فصل الشتاء وهي في مراحل اليرقة. تحدث مرحلة العذراء على الأرض بالقرب من النباتات المضيفة، وعادة على الأوراق المتساقطة والنباتات الميتة، أو على قطع من اللحاء والخشب القديم. خلال فترة الشتاء المعتدل في المناخات المعتدلة والمناخات المتوسطية، تدخل هذه الأنواع في حالة من السبات وهي في مرحلة العذراء. عادة ما تتواجد الأفراد البالغة من هذه الأنواع، التي تعتبر فصائل متعددة النسل (أي تضع عدة مجموعات من نسلها عبر السنة)، في الفترة التي تمتد من شهر مارس إلى أوائل شهر نوفمبر، عبر ثلاثة أجيال في السنة، ولكن في المناطق الاستوائية، تتطور بوتيرة مستمرة. تطير هذه العثة ليلاً ونهارًا وتنجذب إلى النور. تتغذى اليرقات القارتة على مجموعات من النباتات العشبية، بشكل رئيسي على أذن الفأر، زهرة الأفعى حمحم مخزني ، مغد ، لسان الحمل السهمي و لسان الثور. في نطاق الإقليم المداري الإفريقي تتغذى هذه الأنواع بشكل رئيسي على حجرية البذر ، على فصيلة (الاسم العلمي : Trichodesma zeylanicum) و رقيب الشمس و على (الاسم العلمي : Trichodesma) و جوسيبيوم .
بسبب الطعام الذي تتغذى عليه، تراكم هذه اليرقات كمية كبيرة من القلويدات ، وبالتالي، هذا الأمر يجعل العث سام وغير مستساغ بالنسبة للطيور. يعمل اللون المميز لأجنحتها كعلامة تحذير للحيوانات التي قد تفترسها (تحذير لوني).

## صور

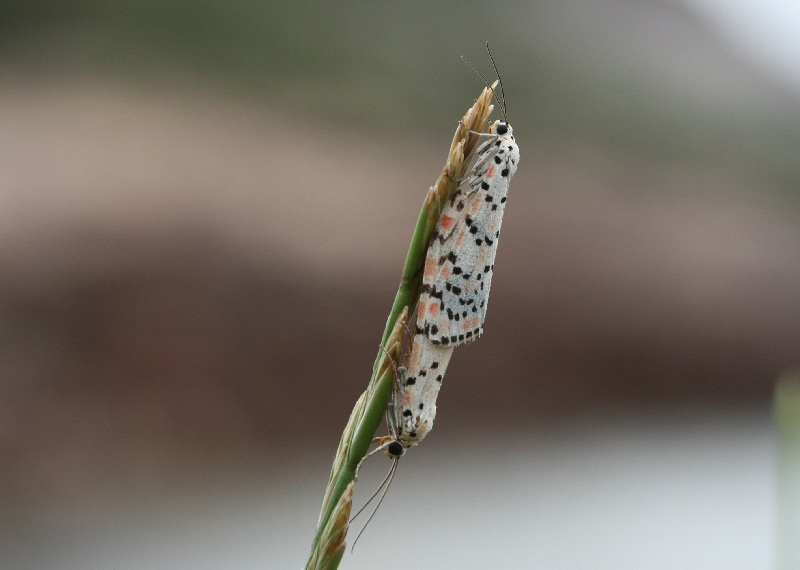
زوجين في وضعية التزاوج
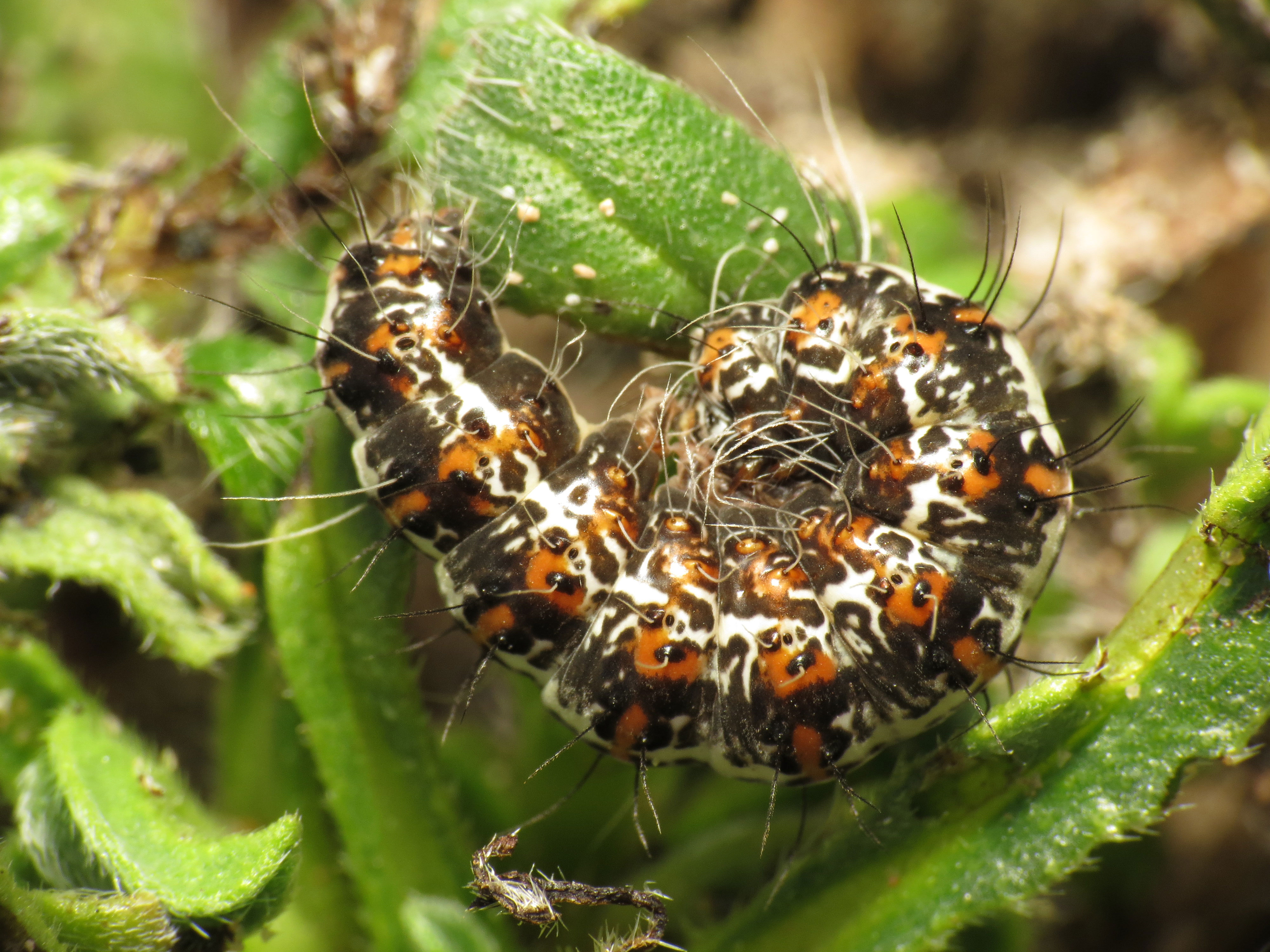
يرقة
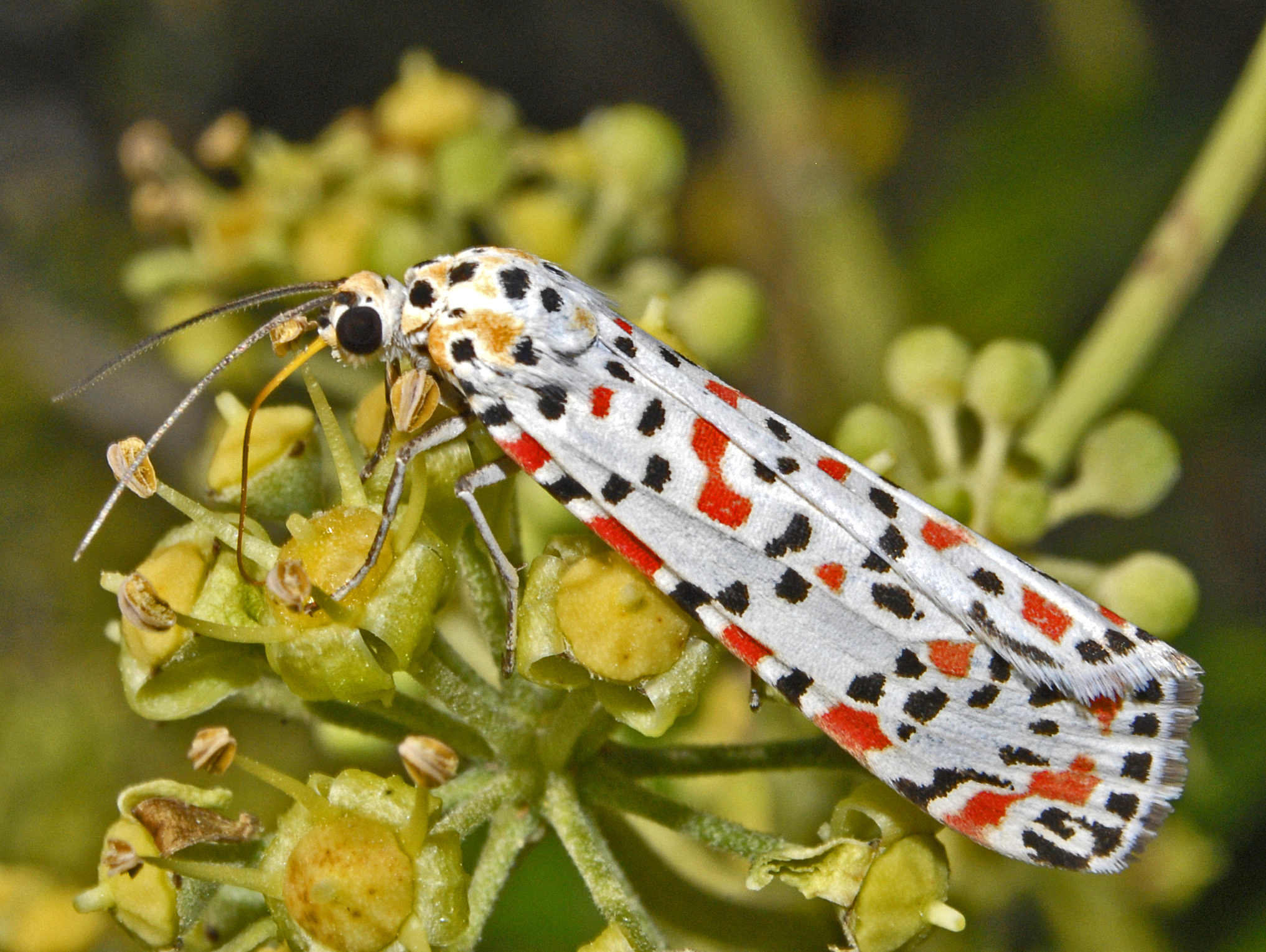
عثة النطش المرقطة بالبقع القرموية وهي تتغذى على زهور نبات العشقة (اللَبْلاَب)
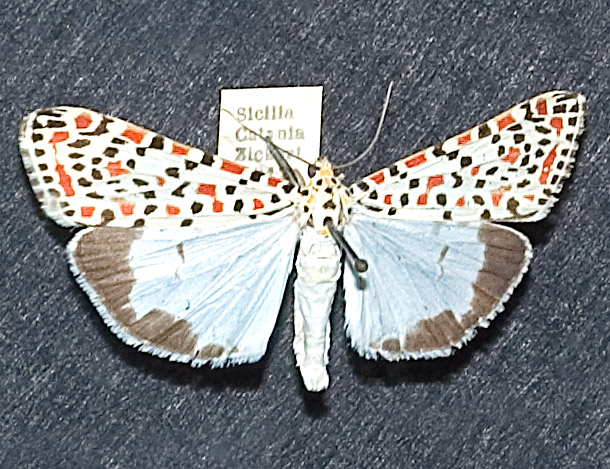
عينة مثبتة

## فهرس
- بورتر، جيم. دليل تحديد اللون ليرقات الجزر البريطانية .
- فيليبس، روجر وكارتر، ديفيد. Kosmos Atlas Schmetterlingsführer، Europäische Tag und Nachtfalter . فرانك كوزموس فيرلاغ، شتوتغارت 1991 ، (ردمك 3-440-06306-2) .
- سكوبل، مالكولم ج. (1995 ، لندن). Lepidoptera: الشكل والوظيفة والتنوع . مطبعة جامعة أكسفورد / متحف التاريخ الطبيعي في لندن.
- وارينج، تاونسند ولوينجتون. الدليل الميداني لفراشات بريطانيا العظمى وأيرلندا

## روابط خارجية
- ليبيدوبتيرا من بلجيكا
- رؤية الحياة البرية